# Dr.-Theodor-Neubauer-Medaille
Die Dr.-Theodor-Neubauer-Medaille war eine staatliche Auszeichnung  der Deutschen Demokratischen Republik (DDR), welche in Form einer tragbaren Medaille verliehen wurde.

## Beschreibung
Die nach Theodor Neubauer benannte Medaille wurde am 20. August 1959 in drei Stufen gestiftet. Sie wurde sowohl an Einzelpersonen als auch an Kollektive für außerordentliche Verdienste beim Aufbau des sozialistischen Bildungs- und Erziehungswesens der DDR verliehen, ferner für hervorragende Ergebnisse bei der sozialistischen Bildung und Erziehung, insbesondere für besondere Verdienste bei der Entwicklung der pädagogischen Wissenschaften sowie bei der Festigung des Zusammenwirkens von Familie und Schule. Die Verleihung erfolgte auch für langjährige und erfolgreiche Arbeit als gewählter Elternvertreter. Gleichwohl war die Verleihung der Medaille jährlich begrenzt. 
Mit der Verleihung der Medaille war eine Geldprämie verbunden. Zudem erhielt jeder Beliehene, auch wenn er Mitglied in einem ausgezeichneten Kollektiv war, die Medaille nebst Verleihungsurkunde. Im Übrigen konnte die Medaille mehrmals, auch in derselben Stufe, verliehen werden.

### Verleihungszahlen ab 1974
Ab 1974 wurde die Dr.-Theodor-Neubauer-Medaille verliehen:
- I. Stufe in Gold
  - für Einzelpersonen: 65 mal
  - für Kollektive: 25 mal
- II. Stufe in Silber
  - für Einzelpersonen: 110 mal
  - für Kollektive: 85 mal
- III. Stufe in Bronze
  - für Einzelpersonen: 475 mal
  - für Kollektive: 155 mal

## Aussehen und Tragweise
Die bronzene, versilberte oder vergoldete Medaille mit einem Durchmesser von 30 mm zeigt auf ihrem Avers mittig den vom Betrachter aus gesehen links blickenden Kopf Theodor Neubauers und einen darunter liegenden Lorbeerzweig. Sein Porträt wird dabei von der halbkreisförmigen Umschrift DR. THEODOR NEUBAUER umrahmt. Das Revers der Medaille zeigt dagegen zentral das kleine Staatswappen der DDR, das von der Umschrift: DEUTSCHE.DEMOKRATISCHE.REPUBLIK umrahmt wird. Getragen wurde die Medaille zunächst an der rechten, ab 1978 an der linken oberen Brustseite an einer 25 mm × 11 mm großen weißen Spange, in deren Mitte ein 6 mm breiter, schwarz-rot-goldener Mittelstreifen eingewebt war. Ab dem Jahr 1971 wurde zusätzlich auf dem Band eine Miniatur der Verdienstmedaille der DDR in der jeweils verliehenen Stufe aufgelegt.

## Träger (unvollständig)
- Bernhard Bennedik (Gold), Gesangslehrer
- Siegfried Böhm, Praktica-Konstrukteur
- Kurt Dietzel, Mediziner und Hochschullehrer
- Helmut Faust, Pädagogischer Wissenschaftler
- Manfred Haak, Geograf und Pädagoge
- Franz Havemann, Bühnenbildner
- Wolfgang Henze, Keramiker und Hochschullehrer
- Waldemar Krämer, Maler und Grafiker
- Hansgeorg Meyer, Schriftsteller und Journalist
- Arthur Ploog, Hauptdirektor des Volk und Wissen Verlags
- Eberhard Poppe, Staats- und Verfassungsrechtler
- Hans Räde, Maler und Grafiker
- Horst Schrade, Karikaturist
- Marie Torhorst, thüringische Ministerin für Volksbildung (1947–1950), danach Abteilungsleiterin im Ministerium für Volksbildung
- Hannes H. Wagner, Maler und Grafiker
- Günter Wolff, Gebrauchsgrafiker
- Achim Berger (Gold 1980), Jüterbog